# Matvei Zakhàrov
Matvei Vassílevitx Zakhàrov (rus: Матве́й Васи́льевич Заха́ров) (17 d'agost de 1898 – 31 de gener de 1972) va ser un cap militar soviètic, amb grau de Mariscal de la Unió Soviètica. Va ser Cap de l'Estat Major General, viceministre de Defensa, membre del Comitè Central del PCUS, diputat del Soviet Suprem de l'URSS i dues vegades Heroi de la Unió Soviètica.

## Biografia
Zakhàrov va néixer a Tver, en el si d'una família camperola. El 1913 va graduar-se a l'escola primària superior de la ciutat de Tver, treballant com a mecànic a Petrograd. S'uní a la Guàrdia Roja, precursor de l'Exèrcit Roig, el 1917, sent un participant actiu als esdeveniments revolucionaris de 1917, incloent l'assalt al Palau d'Hivern del 7 de novembre. Durant la Guerra Civil Russa serví a les ordres de Kliment Voroixílov, lluitant contra les tropes del general  Anton Denikin al nord del Caucas i a Stàvropol.
El 1928 es graduà a l'Acadèmia Militar Frunze. Entre juliol de 1933 i febrer de 1936 va ser cap d'operacions del Districte Militar de Belarús; entre febrer i octubre de 1936 comandà un regiment de fusellers i, el 1937, a l'Acadèmia d'Estat Major General (la seva graduació estava un any pel davant del previst, tant per la mancança d'oficials a l'Exèrcit Roig pel seu ràpid creixement com per efecte de les purgues de Stalin. Així doncs, Zakhàrov serví en diversos alts comandament abans de la Gran Guerra Patriòtica. El 1937 va ser nomenat Cap de l'Estat Major del Districte Militar de Leningrad, entre 1938 i 1940 va ser Vicecap de l'Estat Major General de l'Exèrcit Roig, i després Cap de l'Estat Major del Districte Militar d'Odessa.
Cap a finals de 1941, després de l'inici de l'operació Barbarroja, va ser destinat al nord, on va ser nomenat Cap de l'Estat Major del Front Nord-occidental. Poc després, va ser nomenat Cap de l'Estat Major del Front de Kalinin, càrrec que ocupà la major part de 1942. El 1943 va ser nomenat Cap de l'Estat Major del Front de l'Estepa, que passà a anomenar-se 2n Front Ucraïnès cap a mitjans d'any. Va ser en aquest càrrec on Zakhàrov es mostrà com un dels màxims comandants militars. Ajudà a planejar diverses operacions brillants contra les forces alemanyes, com les de Belgorod-Khàrkiv, Kirovohrad, Korsun Xevtxenko, Uman Botoshanskii, Iaşi-Chişinău, Debrecen, Budapest, Viena o Praga, primer com a subordinat del Mariscal Ivan Kóniev i després de Rodion Malinovski. Després del final de les hostilitats contra els alemanys, Zakhàrov va ser traslladat a l'est, on va ser nomenat Cap de l'Estat Major del Front Transbaikal, on col·laborà en la planificació de la posterior invasió de Manxúria.
Després de la guerra, Zakhàrov ocupà diversos càrrecs clau a l'Exèrcit. Entre 1945 i 1960 va ser Comandant de l'Acadèmia Militar Superior (posteriorment anomenada Acadèmia Militar de l'Estat Major General Voroixílov, Adjunt al Cap de l'Estat Major General, Inspector en Cap de l'Exèrcit, Comandant en Cap del Districte Militar de Leningrad i Comandant en Cap del Grup de Forces Soviètiques a Alemanya Oriental. El 8 de maig de 1959, Zakhàrov va ser promogut al grau de Mariscal de la Unió Soviètica. Paral·lelament a la promoció va ser nomenat Cap de l'Estat Major General i viceministre de Defensa entre 1960 i 1963. Després va ser degradat, tornant breument a l'Acadèmia d'Estat Major General (segons algunes memòries s'esmena la interferència de Khrusxov en afers militars). Immediatament després a la deposició del poder de Khrusxov al novembre de 1964, Zakhàrov tornà a ser nomenat Cap de l'Estat Major General, en substitució del general Serguei Biriúzov, mort en un accident d'aviació, i tornà a ser nomenat viceministre de Defensa, càrrec que ocuparia fins a la seva jubilació el 1971. El 1967 va fer un llarg viatge a Egipte per supervisar la restauració de l'Exèrcit egipci després de la seva derrota enfront Israel en la Guerra dels Sis Dies.
Matvei Zakhàrov va morir a Moscou el 31 de gener de 1972. L'urna que conté les seves cendres va ser enterrada a la necròpoli de la Muralla del Kremlin.

## Condecoracions
- Heroi de la Unió Soviètica (2, 1945 i 1971)
- Orde de Lenin (5)
- Orde de la Revolució d'Octubre (1968)
- Orde de la Bandera Roja (4)
- Orde de Suvórov de 1a classe (2)
- Orde de Kutuzov de 1a classe (1)
- Orde de Bogdan Khmelnitski de 1a classe
- Orde de l'Estrella Roja
- Medalla del Centenari de Lenin
- Medalla de la victòria sobre Alemanya en la Gran Guerra Patriòtica 1941-1945
- Medalla per la victòria sobre el Japó
- Medalla del 20è Aniversari de la Victòria en la Gran Guerra Patriòtica
- Medalla per la Conquesta de Budapest
- Medalla per l'Alliberament de Praga
- Medalla del 20è Aniversari de l'Exèrcit Roig
- Medalla del 30è Aniversari de l'Exèrcit i l'Armada Soviètics
- Medalla del 40è Aniversari de les Forces Armades Soviètiques
- Medalla del 50è Aniversari de les Forces Armades Soviètiques
- Heroi de la República Socialista de Txecoslovàquia
- Orde de Klement Gottwald (Txecoslovàquia)